# Kia Pregio
Der Kia Pregio war ein Kleintransporter, den der südkoreanische Autokonzern Kia Motors im Jahr 1996 erstmals auf den Heimatmarkt einführte. Das Modell ersetzte den Kia Besta, der noch auf dem Mazda Bongo III basierte. Kia arbeitete bis Mitte der 1990er Jahre mit Mazda zusammen, daher basierten viele frühere Kia-Modelle auf Mazda-Fahrzeugen. Im Heimatmarkt war der Hauptkonkurrent des Pregio der Hyundai H-1.
Der Pregio kam als drei- oder sechssitziger Kastenwagen auf den Markt. Daneben gab es auch eine Kleinbus-Version mit neun oder zwölf Sitzplätzen. Ab 1999 war auch eine Kleinbusversion mit 15 Sitzplätzen erhältlich. Die 12- und 15-Sitzversionen besaßen einen längeren Radstand als die übrigen Versionen. Als Antrieb fungierte der Kia J2 2,7 Liter Dieselmotor mit 83 PS, der seine Kraft mittels 5-Gang-Schaltgetriebe auf die Hinterachse übertrug. Das Leergewicht wird mit 1820 kg angegeben. In der kleinsten Karosserieversion erreichte man damit eine Höchstgeschwindigkeit von 145 km/h.

## Facelift 2003
2003 erschien der Pregio überarbeitet auf dem Markt. Neben einer neuen Front mit größerem vorderem Stoßfänger, um die Euro-NCAP-Sicherheitsstandards zu erreichen, verfügte er nun zusätzlich je nach Markt über neue Motoren.
Die Sicherheitsausstattung umfasste nun auch Airbags neben dem bereits erhältlichen Antiblockiersystem.
Neben einer Klimaautomatik war nun auch eine Sitzheizung lieferbar.
Der 2,7 l-Dieselmotor bot nun 59 kW/80 PS bei 4000/min und max. 304 Nm Drehmoment bei 2400/min, sowie 59 kW/80 PS bei 4000/min und max. 227 Nm Drehmoment bei 2400/min mit einem nun erhältlichen 4-Stufen-Automatikgetriebe.
Zusätzlich gab es nun einen 2,5 l-Dieselmotor mit Common-Rail-Einspritzung, der 69 kW/94 PS leistete. Von diesem JT-Motor gab es auch eine 3,0 l-Variante mit 85 PS bei 4000/min und max. Drehmoment 250 Nm bei 2200/min. Beide Motoren wurden mit 5-Gang-Schaltgetriebe angeboten, der 3,0 l wahlweise mit 4-Stufen-Automatikgetriebe des 2,7 l-Motors. Der 3,0 l-Motor war vor allem für die 12- und 15-sitzige Minibus-Version vorgesehen.

## Kia Pregio 1998–2005 in Europa

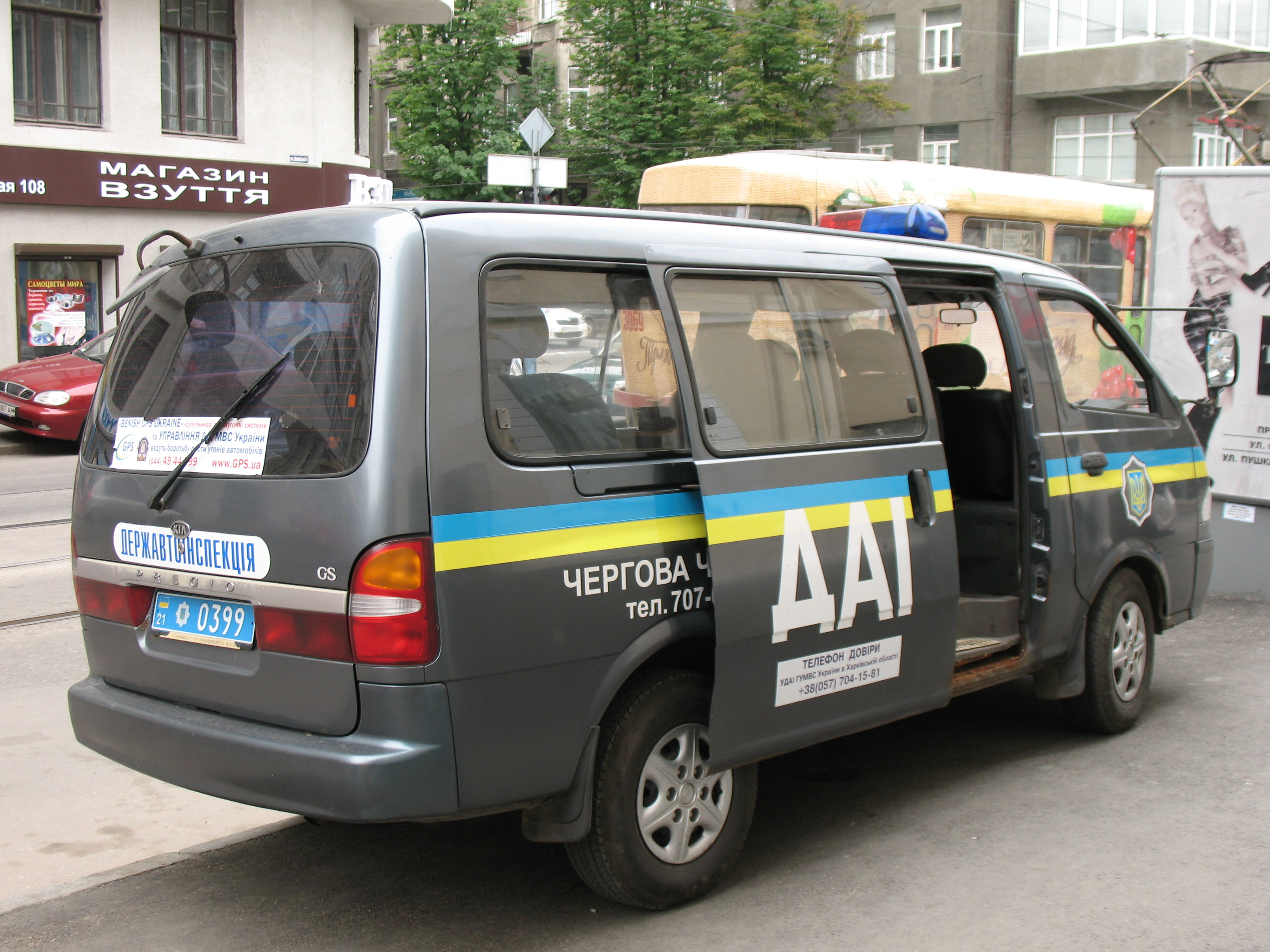
Police

Von 1998 bis 2005 wurde der Pregio auch in Europa angeboten. In den Märkten mit Rechtsverkehr gab es jedoch nur die Kastenwagenversion. Nach der Überarbeitung 2003 hatte der Pregio in Europa den 2,5 l-Dieselmotor mit 69 kW/94 PS und Fünfgang-Schaltgetriebe. Der Kastenwagen kostete 2003 in der günstigsten Variante 16.746 Euro. 2005 endete der Import mit Auslaufen des Modells. Da Kia inzwischen zur Hyundai Motor Company gehörte, sollte dem Hyundai H-1 keine zusätzliche Konkurrenz mit dem Nachfolgermodell gemacht werden.